# Malemort-du-Comtat
Malemort-du-Comtat település Franciaországban, Vaucluse megyében. Lakosainak száma 1952 fő (2022. január 1.). Malemort-du-Comtat Blauvac, Mazan, Méthamis és Venasque községekkel határos.

## Népesség
A település népességének változása:
| Lakosok száma | 1633 | 1715 | 1774 | 1782 | 1827 | 1887 | 1919 | 1935 | 1952 |
|               | 2013 | 2015 | 2016 | 2017 | 2018 | 2019 | 2020 | 2021 | 2022 |